# Ostracism

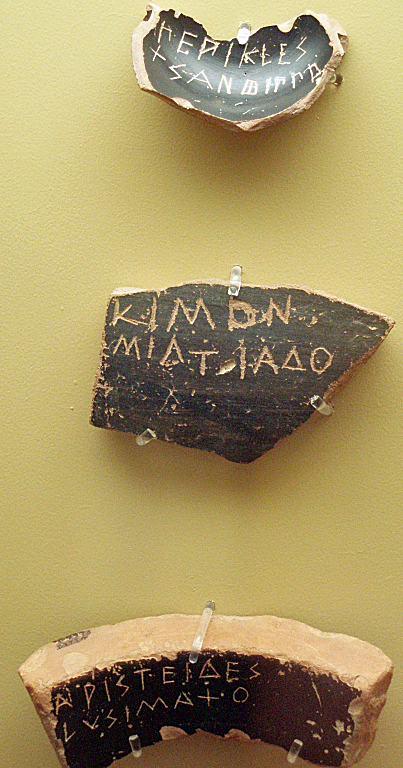
Exempel på ostraka

Ostracism (grekiska ostrakismo's) kallas det i några av det forna Greklands demokratiskt styrda stater rådande bruket att genom omröstning med små tavlor eller skärvor av bränd lera, ostrakon (plural ostraka) på viss tid, vanligen 10 år, landsförvisa personer, som ansågs farliga för folkfriheten.
I Aten, där ostracismen infördes av Kleisthenes (efter 510 f.Kr.), var stadgat, att folket varje år skulle tillfrågas, om det ville göra bruk av ostracismen. Om svaret blev jakande utsattes en ny folkförsamling för omröstningens företagande. Om minst 6 000 medborgare deltog i omröstningen var den vars namn befanns skrivet på de flesta röstskärvorna förbunden att lämna landet inom 10 dagar. Ostracismen betraktades inte som något straff och åtföljdes inte av vanära eller egendomsförlust. Den var endast ett skyddsmedel från samhällets sida mot alltför mäktiga medborgare och var från början huvudsakligen riktad mot Peisistratidernas planer att återvinna det förlorade enväldet.
Ostracismen kom senare att användas i syfta att avgöra maktstrider inom den grekiska aristokratin. Flera av Atens mest framstående statsmän såsom Themistokles, Aristides och Kimon blev på detta vis landsförvisade. Dess sista offer var demagogen Hyperbolos (417 f.Kr.).
I Syrakusa på Sicilien förekom ett med ostracismen nära överensstämmande bruk, vilket kallades petalismos, emedan blad (petala) istället för lerskärvor nyttjades vid omröstningen.